# Sam Moa

a Compétitions nationales et continentales officielles uniquement.

b Matchs officiels uniquement.
Samuela Moa dit Sam Moa, né le 14 août 1986 aux Tonga, est un joueur de rugby à XIII néo-zélandais d'origine tongienne évoluant au poste de pilier. Il fait ses débuts en National Rugby League (« NRL ») avec les Sharks de Cronulla lors de la saison 2008 à vingt-deux ans mais décide de rejoindre Hull FC en Super League entre 2009 et 2012 pour trouver une place de titulaire.
Fort de cette expérience, il revient en NRL sous les couleurs des Roosters de Sydney comme titulaire et remporte la NRL en 2013 et le World Club Challenge en 2014. En 2017, il retourne en Super League, cette fois-ci dans la franchise française des Dragons Catalans jusqu'en 2020 et un titre de Challenge Cup en 2018. Enfin, en 2020, il rejoint Lézignan et le Championnat de France.
Sur le plan international, il a disputé trois éditions de Coupe du monde, la première en 2008 sous le maillot des Tonga, la seconde en 2013 sous le maillot de la Nouvelle-Zélande avec laquelle il termine finaliste, et enfin la troisième en 2017 avec un retour aux Tonga avec une demi-finale à la clé.

## Biographie

### Débuts avec les Tonga et premiers pas en NRL

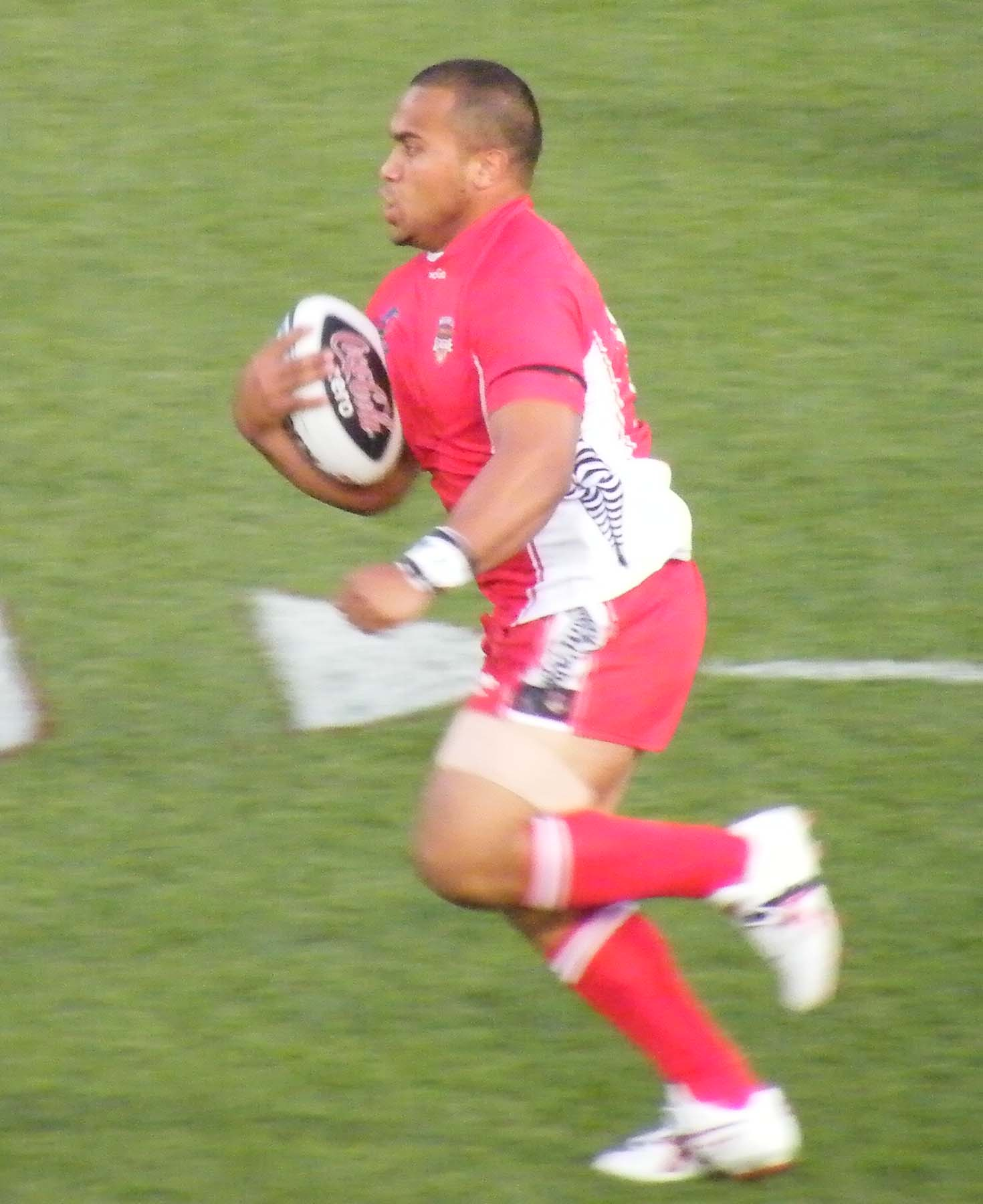
Sam Moa sous le maillot des Tonga.

Né aux Tonga, Sam Moa grandit en Nouvelle-Zélande. Il s'expatrie en Australie à l'âge de seize ans après avoir disputé des rencontres avec l'équipe junior de Nouvelle-Zélande aux côtés de Manu Vatuvei et Thomas Leuluai en 2003 et 2004.
À 20 ans, il revêt les couleurs de la sélection des Tonga dans le tournoi de qualification pour la Coupe du monde 2008 avec succès puisque les Tonga s'y qualifient.
Il effectue son entrée avec les Wests Tigers en National Rugby League mais n'est jamais convoqué pour une rencontre. Il rejoint alors les Sharks de Cronulla-Sutherland en 2008 et n'y joue qu'une et unique rencontre le 27 avril 2008 contre les Wests Tigers en NRL. Sa fin de saison est toutefois ponctuée par sa participation à la Coupe du monde 2008 avec les Tonga où il dispute les trois rencontres en tant que remplaçant. Il est parallèlement en apprentissage pour devenir plombier.

### 2009-2012: Période d'Hull FC
Ne parvenant pas à intéresser un club de NRL, il décide finalement de tenter sa chance en Super League et de rejoindre Hull FC en Angleterre, rejoignant des compatriotes Willie Manu qui l'avait conseillé de venir en Angleterre et Epalahame Lauaki, ce trio de joueurs d'origine tongienne est surnommé « The Tongan Mafia ». Il laisse toutefois sa femme, Jill, en Australie et effectuant des aller-retours en fonction de ses visas. Utilisé dans un premier temps comme complément lors de la saison 2009 avec quatorze rencontres de Super League jouées et la saison 2010 avec dix-neuf rencontres jouées, il n'y est jamais titulaire et reste cantonné à un rôle de remplaçant par l'entraîneur Richard Agar.
Lors de la saison 2011, il prend petit à petit le place de titulaire au poste de pilier d'Hull FC aux côtés de Lee Radford et Mark O'Meley. Il vit une saison pleine et dispute la phase finale de la Super League stoppée par une défaite contre Leeds. La saison 2012 lui garantit une place de titulaire malgré le changement d'entraîneur avec l'arrivée de Peter Gentle. Il est reconnaissant de cette période à Hull déclarant en 2015 « Il ne fait aucun doute que si je n'étais pas allé à Hull et que je n'avais pas joué en Super League, je ne serais pas à ce stade maintenant ».

### 2013-2016: Champion avec les Roosters et sélection en Nouvelle-Zélande
Ses performances en Super League sont remarquées par les clubs de NRL et les Sydney Roosters de Trent Robinson le recrute à partir de la saison 2013. Pas destiné à devenir titulaire mais un joueur secondaire, il impressionne Trent Robinson d'entrée et en fait un titulaire. Cette première saison 2013 est la plus aboutie pour Sam Moa. Titulaire au poste de pilier, il prend une part active dans la réussite des Roosters qui remporte le titre de NRL au cours d'une finale contre les Sea Eagles de Manly-Warringah où la performance de Sam Moa y est prépondérante créant une polémique sur l'attribution du titre de meilleur joueur de la finale à Daly Cherry-Evans. Ce titre est suivi de la victoire en World Club Challenge en début de saison 2014.
Fort de ses performances sous le maillot des Roosters, il a le privilège d'être convoqué dans l'équipe de la Nouvelle-Zélande pour la Coupe du monde 2013 bien que les Tonga comptaient sur lui. Il y dispute deux rencontres de phase de poule et suit ses coéquipiers s'incliner en finale contre l'Australie. Il reste quatre saisons aux Roosters avec presque une centaine de matchs disputés, il y est titulaire de 2013 jusqu'à mi 2016 où Dylan Napa, Isaac Liu et Jared Waerea-Hargreaves lui sont préférées. Il entame parallèlement une formation en menuiserie pour préparer l'après-carrière.

### 2017-2020: Retour en Super League avec les Dragons Catalans
Il décide à la fin de son contrat, à 30 ans, de revenir en Super League et signe aux Dragons Catalans basé en Frane où il reste quatre saisons. Il déclare à cette occasion le plaisir et son impatience de rejoindre Perpignan et d'y découvrir le style de vie français avec sa famille. Lors de la saison 2017, le club évite la relégation sur un match de barrages contre Leigh puis remporte en 2018 le premier titre de son histoire en battant les Wolves de Warrington 20-14 à Wembley. En fin de saison 2017, il prend part à sa troisième édition de Coupe du monde 2017, cette fois-ci avec les Tonga où il dispute deux rencontres de phase de poule avant d'observer ses compatriotes atteindre les demi-finales.

### 2020-: Arrivée à Lézignan
En fin de contrat avec les Dragons Catalans en fin de saison 2020 avec quatre saisons et plus de 90 rencontres jouées, Sam Moa décide de rester en France et de disputer le Championnat de France avec Lézignan entraîné par Aurélien Cologni qui déclare à son arrivée que « c'est une plus-value pour le club. Sam va amener au groupe ce dont il a besoin. C'est un "père de famille" qui va rassurer. Il ne faut pas oublier qu'il a tout connu, la NRL, la Super League, les sélections internationales. C'est un vrai professionnel ». Lézignan compare cette arrivée au même engouement qu'avec Chris Beattie treize années auparavant.

## Palmarès
- Collectif :
  - Vainqueur de la National Rugby League :  2013 (Roosters de Sydney).
  - Vainqueur du World Club Challenge : 2014 (Roosters de Sydney).
  - Vainqueur de la Challenge Cup : 2018 (Dragons Catalans).
  - Vainqueur du Championnat de France : 2021 (Lézignan).
  - Finaliste de la Coupe du monde : 2013 (Nouvelle-Zélande).

### En sélection

#### Détails en sélection
| Matchs internationaux de Sam Moa         | Matchs internationaux de Sam Moa | Matchs internationaux de Sam Moa | Matchs internationaux de Sam Moa | Matchs internationaux de Sam Moa | Matchs internationaux de Sam Moa | Matchs internationaux de Sam Moa | Matchs internationaux de Sam Moa | Matchs internationaux de Sam Moa | Matchs internationaux de Sam Moa | Matchs internationaux de Sam Moa | Matchs internationaux de Sam Moa |
|                                          | Date                             | Adversaire                       | Résultat                         | Compétition                      | Poste                            | Points                           | Essais                           | Pen.                             | Drops                            |                                  |                                  |
| ---------------------------------------- | -------------------------------- | -------------------------------- | -------------------------------- | -------------------------------- | -------------------------------- | -------------------------------- | -------------------------------- | -------------------------------- | -------------------------------- | -------------------------------- | -------------------------------- |
| sous les couleurs des Tonga              |                                  |                                  |                                  |                                  |                                  |                                  |                                  |                                  |                                  |                                  |                                  |
| 1.                                       | 29 septembre 2006                | Îles Cook                        | 30-4                             | Eliminatoires CM                 | Remplaçant                       | -                                | -                                | -                                | -                                |                                  |                                  |
| 2.                                       | 29 septembre 2006                | Samoa                            | 12-6                             | Eliminatoires CM                 | Remplaçant                       | -                                | -                                | -                                | -                                |                                  |                                  |
| 3.                                       | 29 octobre 2006                  | Angleterre                       | 18-40                            |                                  | Remplaçant                       | -                                | -                                | -                                | -                                |                                  |                                  |
| 4.                                       | 29 octobre 2006                  | France                           | 48-10                            |                                  | Remplaçant                       | 8                                | 1                                | 2                                | -                                |                                  |                                  |
| 5.                                       | 18 octobre 2008                  | Nouvelle-Zélande                 | 8-56                             |                                  | Remplaçant                       | -                                | -                                | -                                | -                                |                                  |                                  |
| 6.                                       | 27 octobre 2008                  | Irlande                          | 22-20                            | Coupe du monde                   | Remplaçant                       | -                                | -                                | -                                | -                                |                                  |                                  |
| 7.                                       | 31 octobre 2008                  | Samoa                            | 12-20                            | Coupe du monde                   | Remplaçant                       | -                                | -                                | -                                | -                                |                                  |                                  |
| 8.                                       | 8 novembre 2008                  | Écosse                           | 48-0                             | Coupe du monde                   | Remplaçant                       | -                                | -                                | -                                | -                                |                                  |                                  |
| 9.                                       | 24 octobre 2010                  | Samoa                            | 6-22                             |                                  | Remplaçant                       | -                                | -                                | -                                | -                                |                                  |                                  |
| 10.                                      | 20 avril 2013                    | Samoa                            | 36-4                             | Test-match                       | Remplaçant                       | -                                | -                                | -                                | -                                |                                  |                                  |
| 11.                                      | 29 octobre 2017                  | Écosse                           | 38-0                             | Coupe du monde                   | Remplaçant                       | -                                | -                                | -                                | -                                |                                  |                                  |
| 12.                                      | 4 novembre 2017                  | Samoa                            | 14-6                             | Coupe du monde                   | Remplaçant                       | -                                | -                                | -                                | -                                |                                  |                                  |
| sous les couleurs de la Nouvelle-Zélande |                                  |                                  |                                  |                                  |                                  |                                  |                                  |                                  |                                  |                                  |                                  |
| 1.                                       | 27 octobre 2013                  | Samoa                            | 42-24                            | Coupe du monde                   | Pilier                           | -                                | -                                | -                                | -                                |                                  |                                  |
| 2.                                       | 8 novembre 2013                  | Papouas.-Nlle-Guinée             | 56-10                            | Coupe du monde                   | Remplaçant                       | -                                | -                                | -                                | -                                |                                  |                                  |
| 3.                                       | 15 novembre 2013                 | Écosse                           | 40-4                             | Coupe du monde                   | Remplaçant                       | -                                | -                                | -                                | -                                |                                  |                                  |
| 4.                                       | 2 mai 2014                       | Australie                        | 18-30                            | Anzac Test                       | Pilier                           | 4                                | 1                                | -                                | -                                |                                  |                                  |
| 5.                                       | 3 mai 2015                       | Australie                        | 26-12                            | Anzac Test                       | Remplaçant                       | -                                | -                                | -                                | -                                |                                  |                                  |
| 6.                                       | 1er novembre 2015                | Angleterre                       | 12-26                            | Test-match                       | Pilier                           | 4                                | 1                                | -                                | -                                |                                  |                                  |
| 7.                                       | 7 novembre 2015                  | Angleterre                       | 9-220                            | Test-match                       | Pilier                           | -                                | -                                | -                                | -                                |                                  |                                  |
| 8.                                       | 14 novembre 2015                 | Angleterre                       | 14-20                            | Test-match                       | Pilier                           | -                                | -                                | -                                | -                                |                                  |                                  |
| 9.                                       | 6 mai 2016                       | Australie                        | 0-16                             | Anzac Test                       | Remplaçant                       | -                                | -                                | -                                | -                                |                                  |                                  |

### En club

#### Statistiques
| Saison    | Club                       | Compétition           | Matchs | Points | Essais | Goals | Drops |
| --------- | -------------------------- | --------------------- | ------ | ------ | ------ | ----- | ----- |
| 2008      | Cronulla-Sutherland Sharks | National Rugby League | 1      | 0      | 0      | 0     | 0     |
| 2009      | Hull FC                    | Super League          | 14     | 0      | 0      | 0     | 0     |
| 2010      | Hull FC                    | Super League          | 19     | 4      | 1      | 0     | 0     |
| 2011      | Hull FC                    | Super League          | 26     | 12     | 3      | 0     | 0     |
| 2012      | Hull FC                    | Super League          | 14     | 8      | 2      | 0     | 0     |
| 2013      | Sydney Roosters            | National Rugby League | 23     | 12     | 3      | 0     | 0     |
| 2014      | Sydney Roosters            | National Rugby League | 27     | 20     | 5      | 0     | 0     |
| 2015      | Sydney Roosters            | National Rugby League | 22     | 4      | 1      | 0     | 0     |
| 2016      | Sydney Roosters            | National Rugby League | 24     | 0      | 0      | 0     | 0     |
| 2017      | Dragons Catalans           | Super League          | 28     | 20     | 5      | 0     | 0     |
| 2018      | Dragons Catalans           | Super League          | 25     | 8      | 2      | 0     | 0     |
| 2018      | Dragons Catalans           | Challenge Cup         | 5      | 1      | 4      | 0     | 0     |
| 2019      | Dragons Catalans           | Super League          | 18     | 0      | 0      | 0     | 0     |
| 2019      | Dragons Catalans           | Challenge Cup         | 2      | 0      | 0      | 0     | 0     |
| 2020      | Dragons Catalans           | Super League          | 10     | 0      | 0      | 0     | 0     |
| 2020      | Dragons Catalans           | Challenge Cup         | 1      | 0      | 0      | 0     | 0     |
| 2020-2021 | Lézignan                   | Championnat de France | 0      | 0      | 0      | 0     | 0     |